# Lida (film)
Lida (originaltitel Misery) är en amerikansk psykologisk thriller från 1990 i regi av Rob Reiner efter romanen med samma namn 1987 av Stephen King, med James Caan och Kathy Bates. Filmen hade premiär i USA den 30 november 1990, av Columbia Pictures.

## Handling
Den framgångsrike författaren Paul Sheldon är författaren till en framgångsrik viktoriansk serie kärleksromaner som handlar om en litterär person som heter Lida Chastain. Han vill fokusera på mer seriösa berättelser och skriver ett manuskript till en ny roman som han hoppas ska bli startskottet för hans karriär efter Lida. När Paul reser från Silver Creek, Colorado, till sitt hem i New York City, hamnar han i en snöstorm och kraschar sin bil så att han blir medvetslös. En sjuksköterska vid namn Annie Wilkes hittar honom och tar med honom till sitt avlägsna hem. När han vaknar upp i hennes hem ett par dagar senare berättar hon att hon är hans största beundrare.
Med tiden börjar Paul inse att allt inte står rätt till med Annie.

## Rollista
| James Caan         | – Paul Sheldon    |
| Kathy Bates        | – Annie Wilkes    |
| Richard Farnsworth | – Buster          |
| Frances Sternhagen | – Virginia        |
| Lauren Bacall      | – Marcia Sindell  |
| Graham Jarvis      | – Libby           |
| J.T. Walsh         | – Sherman Douglas |

J.T. Walsh gör en okrediterad cameo som Sherman Douglas. Regissören Rob Reiner gör också ett okrediterat framträdande som helikopterpilot.

## Produktion
Producenten Andrew Scheinman läste Stephen Kings roman Lida på ett flygplan och rekommenderade den senare till sin regissörpartner på Castle Rock Entertainment, Rob Reiner. Reiner bjöd så småningom in författaren William Goldman att skriva filmens manus.
Karaktären Annie Wilkes är inspirerad av den kvinnliga seriemördaren Genene Jones.[källa behövs] I romanen hugger Annie Wilkes av en av Paul Sheldons fötter med en yxa. Goldman älskade scenen och argumenterade för att den skulle tas med, men Reiner insisterade på att den skulle ändras så att hon bara bryter hans fotleder. Goldman skrev senare att detta var det rätta beslutet eftersom den visuella skildringen av en amputation skulle få publiken att hata Annie i stället för att sympatisera med hennes galenskap.
Rollen som Paul Sheldon erbjöds ursprungligen William Hurt (två gånger), sedan Kevin Kline, Michael Douglas, Harrison Ford, Dustin Hoffman, Robert De Niro, Al Pacino, Richard Dreyfuss, Gene Hackman och Robert Redford, men alla tackade nej. Warren Beatty var intresserad av rollen och ville göra honom till en mindre passiv karaktär, men var till slut tvungen att hoppa av när efterproduktionen av Dick Tracy drog ut på tiden. Till slut föreslog någon James Caan, som gick med på att spela rollen. Caan kommenterade att han attraherades av att Sheldon var en roll som inte liknade någon av hans andra, och att "vara en helt reaktionär karaktär är verkligen mycket tuffare". Anjelica Huston och Bette Midler erbjöds båda rollen som Annie Wilkes, men båda tackade nej. Midler sa senare att hon djupt ångrade detta beslut. Enligt Reiner var det Goldman som föreslog att Kathy Bates, som då var okänd, skulle porträttera Annie Wilkes.

## Mottagande och utmärkelser
Filmen fick flera positiva recensioner. Bates prestation fick mycket beröm av kritikerna och vann en Oscar för bästa kvinnliga huvudroll vid Oscarsgalan 1991, vilket gjorde Lida till den enda filmen baserad på en Stephen King-roman som vunnit en Oscar. King har själv sagt att Lida är en av hans tio favoritfilmatiseringar.

## Musik
Filmens musik är komponerad av Marc Shaiman. Tre inspelningar av Liberace, Annie Wilkes favoritmusiker, finns med i filmen, liksom "Shotgun" av Jr. Walker & the All Stars, som spelas före Pauls bilolycka.